# Saint-Loyer-des-Champs
Saint-Loyer-des-Champs is een voormalige gemeente in het Franse departement Orne in de regio Normandië en telt 367 inwoners (2004). De plaats maakt deel uit van het arrondissement Argentan.

## Geschiedenis
Tot 1 januari 2015 was Saint-Loyer-des-Champs een zelfstandige gemeente. Op die datum werd het met Marcei, Saint-Christophe-le-Jajolet en Vrigny samengevoegd tot de commune nouvelle Boischampré.

## Geografie
De oppervlakte van Saint-Loyer-des-Champs bedraagt 10,3 km², de bevolkingsdichtheid is 35,6 inwoners per km².
De onderstaande kaart toont de ligging van Saint-Loyer-des-Champs met de belangrijkste infrastructuur en aangrenzende gemeenten.

## Demografie
Onderstaande figuur toont het verloop van het inwonertal (bron: INSEE-tellingen).